# John Legend
John Roger Stephens (Springfield, 28 de dezembro de 1978), conhecido pelo nome artístico John Legend, é um cantor e compositor norte-americano, vencedor do Oscar de Melhor Canção Original pela canção Glory para o filme Selma.

## Carreira
Ele colaborou com Slum Village na música "Selfish" (Top 100 nos EUA), música em que Kanye West também participa. Legend participou no CD Late Orchestration de Kanye West, tocando piano ao vivo em Londres. Também tocou piano em "Everything is Everything" de Lauryn Hill e fez backing vocal em "Encore" de Jay-z, "You Don't Know My Name" da Alicia Keys, "High Road" do Fort Minor. Em 2005, cantou o clássico With you I'm born again com Mariah Carey no especial Save The Music. Seu irmão Vaughn Anthony também é cantor. Legend criou a música "All of Me" para dedicar à mulher. Cantou a canção tema do filme Bela e a fera.

### 2018
Em 2018 John Legend participou do musical Jesus Christ Super Star interpretando Jesus Cristo, o espetáculo conta com vários outros nomes da música incluindo Alice Cooper como participação especial,no mesmo ano ele fez uma parceria musical com a cantora sul-coreana Wendy do Grupo Red Velvet, de nome Written in the stars, para o sistema de Single digital da gravadora SM Entertainment,chamado SM Station ou apenas Station.

## Vida pessoal
Estudou inglês, com especialização em literatura afro-americana na Universidade da Pensilvânia. Na faculdade participou de um grupo de jazz chamado Counterparts. Foi apresentado à cantora Lauryn Hill, e tocou piano na faixa "Everything Is Everything" do primeiro álbum solo da cantora. Iniciou a faculdade em 1999 e começou a compor suas próprias músicas e gravou dois álbuns independentes que eram vendidos em suas apresentações: "John Stephens" (2000) e "Live at Jimmy Uptown" (2001).
Ainda fez participações em álbuns de cantores como Alicia Keys, Jay-Z. Em 2005 fez uma participação na música High Road, no álbum The Rising Tied do projeto Fort Minor de Mike Shinoda, vocalista e guitarrista do Linkin Park.
Também participou no álbum How I Got Over (2009) do grupo de rap americano, The Roots.
Em Dezembro de 2011 começou a namorar a modelo Chrissy Teigen. Eles se casaram no dia 14 de Setembro de 2013, em Como, Itália. A música "All of me" foi escrita especialmente para a esposa. O casal tem uma filha, Luna, nascida em abril de 2016, e um filho, Miles, nascido em maio de 2018, ambos concebidos em fecundações in vitro.

### Voz
Classificação Vocal: Barítono. Tem um registro vocal de: 3,4 oitavas variando de: C#2 - G#5
- Notas baixas: C#2
- Notas altas: Bb4
- Falsetes: B4 - G#5

### Discografia
- Get Lifted, (2004)
- Once Again, (2006)
- Evolver, (2008)
- Wake Up!, (2010)
- Love in the Future, (2013)
- Darkness And Light, (2016)
- A Legendary Christmas, (2019)
- Bigger Love, (2020)